# Supercupa României 2021
La Supercupa României 2021 è stata la 23ª edizione della Supercoppa rumena, che si è disputata il 10 luglio 2021 all'Arena Națională di Bucarest tra il CFR Cluj, vincitore del campionato e l'U Craiova, vincitore della coppa nazionale. L'U Craiova ha conquistato il trofeo per la prima volta nella sua storia.

## Le squadre
| Squadre   | Qualificazione                          | Partecipazioni precedenti (il grassetto indica la vittoria) |
| --------- | --------------------------------------- | ----------------------------------------------------------- |
| CFR Cluj  | Vincitore della Liga I 2020-2021        | 7 (2009, 2010, 2012, 2016, 2018, 2019, 2020)                |
| U Craiova | Vincitore della Cupa României 2020-2021 | 1 (2018)                                                    |

## Tabellino
| Arbitro: | Adrian Viorel Cojocaru |

|                                |                      |                                 |
| Rodríguez Păun Costache Omrani | Tiri di rigore 2 – 4 | Vagenin Găman Cicâldău Marković |